# Сессю Хаякава
Сессю́ Хаяка́ва (早川 雪洲; англ. Sessue Hayakawa; 10 червня 1889 — 23 листопада 1973) — американський і японський актор.
Сессю Хаякава народився 10 червня 1889 року в містечку Тікурі (англ.) (Нині — місто Мінамі-Босо в префектурі Тіба). Сім'я Хаякава належала до стану самураїв. Сессю навчався в японському офіцерському морському училищі. В результаті підводного занурення у нього лопнули барабанні перетинки. Це перервало його кар'єру військового офіцера. У вісімнадцять років Сессю Хайакава спробував зробити харакірі. Лікарі кілька місяців боролися за його життя. Після цього він довгий час вів життя відлюдника у віддаленому храмі.
У 1909 році Сессю приїхав до США. У 1913 році він отримав диплом бакалавра мистецтв Чиказького університету. Разом з дружиною, Цуру Аокі, грав у п'єсі «Тайфун», в Сан-Франциско, де його і побачив Томас Інс. Подружжя знялося у двох великих фільмах, поставлених Інсом в 1914 році: «Гнів богів» і «Тайфун». Сессю також знімався у фільмі 1913 року «Битва при Геттисберге».

## Вибрана фільмографія
- 1917 — Кігті ягуара
- 1957 — Міст через річку Квай